# Justina Mikulskytė
Justina Mikulskytė (* 6. Februar 1996 in Šiauliai, Litauen) ist eine litauische Tennisspielerin.

## Karriere
Mikulskytė gewann auf Turnieren der ITF Women’s World Tennis Tour bislang sieben Titel im Einzel und 25 im Doppel.
Im Jahr 2012 spielte Mikulskytė erstmals für die litauische Billie-Jean-King-Cup-Mannschaft; ihre Billie-Jean-King-Cup-Bilanz weist bislang 24 Siege bei 16 Niederlagen aus.

## Turniersiege

### Einzel
| Nr. | Datum             | Turnier                    | Kategorie | Belag         | Finalgegnerin         | Ergebnis       |
| --- | ----------------- | -------------------------- | --------- | ------------- | --------------------- | -------------- |
| 1.  | 8. September 2019 | Bucha                      | ITF W15   | Sand          | Taissija Patschkalewa | 7:5, 6:2       |
| 2.  | 13. Oktober 2019  | Scharm asch-Schaich        | ITF W15   | Hartplatz     | Valentina Ryser       | 3:6, 6:4, 6:3  |
| 3.  | 30. Mai 2021      | Santa Margarida de Montbui | ITF W15   | Hartplatz     | Celia Cerviño Ruiz    | 6:2, 6:0       |
| 4.  | 23. Januar 2022   | Manacor                    | ITF W25   | Hartplatz     | Yūki Naitō            | 6:3, 6:3       |
| 5.  | 3. März 2024      | Gurugram                   | ITF W35   | Hartplatz     | Ku Yeon-woo           | 6:0, 6:1       |
| 6.  | 8. September 2024 | Saint-Palais-sur-Mer       | ITF W50   | Sand          | Kaitlin Quevedo       | 7:5, 7:62      |
| 7.  | 2. Februar 2025   | Porto                      | ITF W50   | Hartplatz (i) | Tyra Caterina Grant   | 6:72, 6:3, 6:2 |

### Doppel
| Nr. | Datum              | Turnier                    | Kategorie   | Belag             | Partnerin             | Finalgegnerinnen                                | Ergebnis          |
| --- | ------------------ | -------------------------- | ----------- | ----------------- | --------------------- | ----------------------------------------------- | ----------------- |
| 1.  | 9. August 2014     | Telawi                     | ITF $10.000 | Sand              | Agnė Čepelytė         | India Maggen Lenka Wienerová                    | 6:1, 7:5          |
| 2.  | 29. Juni 2019      | Madrid                     | ITF W15     | Hartplatz         | Christina Rosca       | Ioana Loredana Roșca Julia Terziyska            | 6:3, 6:78, [10:8] |
| 3.  | 31. August 2019    | Vrnjačka Banja             | ITF W15     | Sand              | Mariana Dražić        | Kristýna Hrabalová Laura Svatíková              | 6:2, 7:65         |
| 4.  | 5. Oktober 2019    | Scharm asch-Schaich        | ITF W15     | Hartplatz         | Dasha Ivanova         | Romana Čisovská Stefania Rogozińska Dzik        | 6:1, 7:5          |
| 5.  | 12. Oktober 2019   | Scharm asch-Schaich        | ITF W15     | Hartplatz         | Dasha Ivanova         | Katarína Kužmová Anastassija Poplawska          | 5:7, 6:4, [10:8]  |
| 6.  | 16. November 2019  | Monastir                   | ITF W15     | Hartplatz         | Nadia Echeverría Alam | Lamis Alhussein Abdel Aziz Célestine Avomo Ella | 7:66, 7:62        |
| 7.  | 18. Januar 2020    | Cancún                     | ITF W15     | Hartplatz         | Lian Tran             | Victoria Rodríguez Sofia Sewing                 | 6:2, 4:6, [10:7]  |
| 8.  | 21. November 2020  | Haabneeme                  | ITF W15     | Hartplatz (Halle) | Lexie Stevens         | Emily Appleton Martyna Kubka                    | 6:2, 6:1          |
| 9.  | 22. Mai 2021       | Platja d’Aro               | ITF W25     | Sand              | Oana Georgeta Simion  | Alexandra Eala Oxana Selechmetjewa              | 6:3, 7:5          |
| 10. | 28. Mai 2021       | Santa Margarida de Montbui | ITF W15     | Hartplatz         | Victoria Bosio        | Celia Cerviño Ruiz Olivia Nicholls              | 4:6, 6:1, [10:7]  |
| 11. | 7. August 2021     | Pärnu                      | ITF W25     | Sand              | Anna Sisková          | Rutuja Bhosale Magali Kempen                    | 6:75, 6:3, [10:5] |
| 12. | 6. Februar 2022    | Scharm asch-Schaich        | ITF W25     | Hartplatz         | Isabelle Haverlag     | Irina Fetecău Simona Waltert                    | 6:1, 6:2          |
| 13. | 3. April 2022      | Croissy-Beaubourg          | ITF W60     | Hartplatz (Halle) | Isabelle Haverlag     | Sofja Lansere Oxana Selechmetjewa               | 6:4, 6:2          |
| 14. | 30. April 2022     | Santa Margherita di Pula   | ITF W25     | Sand              | Nika Radišić          | Leyre Romero Gormaz Arantxa Rus                 | 4:6, 7:5, [10:7]  |
| 15. | 9. Juli 2022       | Corroios                   | ITF W25     | Hartplatz         | Wong Hong-yi          | Lee Ya-hsuan Wu Fang-hsien                      | 6:2, 7:5          |
| 16. | 13. August 2022    | Pärnu                      | ITF W25     | Sand              | Walerija Strachowa    | Eleni Christofi Gergana Topalowa                | 6:2, 4:6, [10:8]  |
| 17. | 3. März 2023       | Joué-lès-Tours             | ITF W25     | Hartplatz         | Veronika Erjavec      | Chiara Scholl Anita Wagner                      | 6:4, 6:0          |
| 18. | 16. September 2023 | Skopje                     | ITF W40     | Sand              | Schibek Qulambajewa   | Rina Saigō Yukina Saigō                         | 6:3, 6:4          |
| 19. | 7. Oktober 2023    | Santa Margherita di Pula   | ITF W25     | Sand              | Veronika Erjavec      | Nuria Brancaccio Angelica Moratelli             | 7:66, 6:0         |
| 20. | 16. Dezember 2023  | Vacaria                    | ITF W60     | Sand              | Romina Ccuno          | Francisca Jorge Matilde Jorge                   | 6:2, 6:3          |
| 21. | 11. Mai 2024       | Zephyrhills                | ITF W75     | Sand              | Christina Rosca       | Anna Rogers Alana Smith                         | 6:4, 6:4          |
| 22. | 12. Oktober 2024   | Quinta do Lago             | ITF W50     | Hartplatz         | Matilde Jorge         | Magali Kempen Lara Salden                       | 2:6, 6:4, [14:12] |
| 23. | 2. November 2024   | Toronto                    | ITF W75     | Hartplatz (Halle) | Jamie Loeb            | Julie Belgraver Jasmijn Gimbrère                | 6:2, 6:1          |
| 24. | 1. März 2025       | Mâcon                      | ITF W50     | Hartplatz (Halle) | Magali Kempen         | Tayisiya Morderger Yana Morderger               | 7:65, 6:2         |
| 25. | 26. Juli 2025      | Figueira da Foz            | ITF W100    | Hartplatz         | Aneta Laboutková      | Francisca Jorge Matilde Jorge                   | 6:4, 3:6, [10:6]  |